# Huanne-Montmartin
Huanne-Montmartin é uma comuna francesa na região administrativa de Borgonha-Franco-Condado, no departamento de Doubs. Estende-se por uma área de 3,43 km². Em 2010 a comuna tinha 94 habitantes (densidade: 27,4 hab./km²).